# O'Brien Peak
O'Brien Peak är en bergstopp i Antarktis. Den ligger i Västantarktis. Nya Zeeland gör anspråk på området. Toppen på O'Brien Peak är 670 meter över havet.
Terrängen runt O'Brien Peak är kuperad åt sydost, men åt nordväst är den platt. Trakten är obefolkad. Det finns inga samhällen i närheten. 